# 수수미꾸리
수수미꾸리는 미꾸리의 일종이다.